# Pythium debaryanum
Pythium debaryanum è un organismo parassita delle piante appartenente alla classe degli Oomycetes.